# 아코르 아레나
아코르 아레나(Accor Arena)은 프랑스 파리 12구에 위치한 실내 경기장이다.

## NBA경기
| 날짜             | 팀1                   | 스코어    | 팀2                   | 비교          |
| ---------------- | --------------------- | --------- | --------------------- | ------------- |
| 1994년 10월 18일 | 골든스테이트 워리어스 | 132 - 116 | 샬럿 호니츠           | 프리시즌 경기 |
| 2020년 1월 24일  | 밀워키 벅스           | 116 - 103 | 샬럿 호니츠           | 정규시즌 경기 |
| 2023년 1월 19일  | 시카고 불스           | 126 - 108 | 디트로이트 피스턴스   | 정규시즌 경기 |
| 2024년 1월 11일  | 브루클린 네츠         | 102 - 111 | 클리블랜드 캐벌리어스 | 정규시즌 경기 |
| 2025년 1월 23일  | 인디애나 페이서스     | 110 - 140 | 샌안토니오 스퍼스     | 정규시즌 경기 |
| 2025년 1월 25일  | 인디애나 페이서스     | 136 - 98  | 샌안토니오 스퍼스     | 정규시즌 경기 |